# Janieve Russell
Janieve Russell (Manchester, 14 novembre 1993) è un'ostacolista e velocista giamaicana, medaglia di bronzo olimpica nella staffetta 4×400 metri a Tokyo 2020.

## Palmarès
| Anno | Manifestazione          | Sede           | Evento         | Risultato  | Prestazione | Note                                     |
| ---- | ----------------------- | -------------- | -------------- | ---------- | ----------- | ---------------------------------------- |
| 2009 | Mondiali U18            | Bressanone     | Salto in lungo | 9ª         | 5,86 m      |                                          |
| 2010 | Mondiali U20            | Moncton        | 400 m piani    | Semifinale | 55"16       |                                          |
| 2010 | Mondiali U20            | Moncton        | 4×400 m        | Bronzo     | 3'32"24     |                                          |
| 2010 | Olimpiadi giovanili     | Singapore      | Salto in lungo | 7ª         | 5,83 m      |                                          |
| 2012 | Mondiali U20            | Barcellona     | 400 m hs       | Oro        | 56"62       |                                          |
| 2012 | Mondiali U20            | Barcellona     | 4×400 m        | Argento    | 3'32"97     |                                          |
| 2014 | Giochi del Commonwealth | Glasgow        | 400 m hs       | Bronzo     | 55"64       |                                          |
| 2014 | Giochi del Commonwealth | Glasgow        | 4×400 m        | Oro        | 3'28"29     |                                          |
| 2015 | Mondiali                | Pechino        | 400 m hs       | 5ª         | 54"64       | Miglior prestazione personale            |
| 2016 | Giochi olimpici         | Rio de Janeiro | 400 m hs       | 7ª         | 54"56       |                                          |
| 2017 | World Relays            | Nassau         | 4×400 m        | Bronzo     | 3'28"49     |                                          |
| 2018 | Mondiali indoor         | Birmingham     | 4×400 m        | Finale     | dq          |                                          |
| 2018 | Giochi del Commonwealth | Gold Coast     | 400 m hs       | Oro        | 54"33       |                                          |
| 2018 | Giochi del Commonwealth | Gold Coast     | 4×400 m        | Oro        | 3'24"00     |                                          |
| 2018 | Campionati NACAC        | Toronto        | 400 m hs       | Argento    | 53"81       |                                          |
| 2019 | World Relays            | Yokohama       | 4×400 m        | 5ª         | 3'28"30     |                                          |
| 2019 | Mondiali                | Doha           | 4×400 m mista  | Argento    | 3'11"78     | Record nazionale                         |
| 2021 | Giochi olimpici         | Tokyo          | 400 m hs       | 4ª         | 53"08       | Miglior prestazione personale            |
| 2021 | Giochi olimpici         | Tokyo          | 4×400 m        | Bronzo     | 3'21"24     | Miglior prestazione personale stagionale |
| 2022 | Mondiali indoor         | Belgrado       | 4×400 m        | Oro        | 3'28"40     | Miglior prestazione personale stagionale |
| 2022 | Mondiali                | Eugene         | 400 m hs       | Semifinale | 54"66       |                                          |
| 2022 | Mondiali                | Eugene         | 4×400 m        | Argento    | 3'20"74     | Miglior prestazione personale stagionale |
| 2022 | Giochi del Commonwealth | Birmingham     | 400 m hs       | Oro        | 54"14       |                                          |
| 2022 | Campionati NACAC        | Freeport       | 400 m hs       | Argento    | 54"87       |                                          |
| 2022 | Campionati NACAC        | Freeport       | 4x400 m        | Argento    | 3'26"32     |                                          |
| 2023 | Mondiali                | Budapest       | 400 m hs       | 7ª         | 54"28       |                                          |
| 2023 | Mondiali                | Budapest       | 4×400 m        | Argento    | 3'20"88     | Miglior prestazione personale stagionale |
| 2024 | World Relays            | Nassau         | 4×400 m mista  | Batteria   | 3'14"83     |                                          |
| 2024 | Giochi olimpici         | Parigi         | 400 m hs       | Semifinale | 54"65       |                                          |